# Präsidentschaftswahl in Mosambik 2004
Die Präsidentschaftswahl in Mosambik (2004) wurde am 1. und 2. Dezember 2004 im 
südafrikanischen Staat Mosambik durchgeführt. Nach 18 Jahren an der Macht war Joaquim Chissano als Präsident zurückgetreten und fünf Kandidaten konkurrierten um die Präsidentschaft. Zeitgleich wurden die Mitglieder der 150-köpfigen Nationalversammlung des Landes gewählt.
Es kandidierten:
- Armando Guebuza, von der regierenden Frente da Libertação de Moçambique (FRELIMO), dem ein knapper Vorsprung vorausgesagt wurde
- Afonso Dhlakama, von der Partei Resistência Nacional Moçambicana (RENAMO), im Mosambikanischen Bürgerkrieg Gegner der FRELIMO

sowie chancenlos
- Raul Domingos, PDD
- Yaqub Sibindy, PIMO
- Carlos Reis, FMGB

Die Verkündung des Gewinners der Wahl war offiziell für den 17. Dezember erwartet worden, tatsächlich lagen aber erst am 21. Dezember alle Ergebnisse vor. 

## Demokratische Standards
Innenminister Almerino Manhenje sprach von einer Wahl ohne große Probleme. Internationale Beobachter dagegen kritisierten etliche Unregelmäßigkeiten zugunsten der regierenden FRELIMO. Bei den unten aufgeführten Ergebnisse handelt es sich um die offiziellen und umstrittenen Zahlen.

## Ergebnisse
Guebuza gewann die Präsidentschaftswahlen mit 63,7 % der Stimmen und trat sein Amt im Februar 2005 an. Dhlakama erhielt 31,7 % der abgegebenen Stimmen und verkündete, dass er die Ergebnisse der Wahl nicht anerkenne. Die übrigen Kandidaten erhielten jeweils unter 3 % der Stimmen. 
| Ergebnisse der Präsidentschaftswahlen von 2004 | Ergebnisse der Präsidentschaftswahlen von 2004         | Ergebnisse der Präsidentschaftswahlen von 2004 | Ergebnisse der Präsidentschaftswahlen von 2004 |
| Kandidat                                       | Name seiner Partei                                     | Stimmenzahl                                    | Ergebnis in Prozent                            |
| ---------------------------------------------- | ------------------------------------------------------ | ---------------------------------------------- | ---------------------------------------------- |
| Armando Guebuza                                | Frente da Libertação de Moçambique (FRELIMO)           | 2.004.226                                      | 63,74                                          |
| Afonso Dhlakama                                | Resistência Nacional Moçambicana (RENAMO)              | 998.059                                        | 31,74                                          |
| Raul Domingos                                  | Partido para a Paz, Democracia e Desenvolvimento (PDD) | 85.815                                         | 2,73                                           |
| Yaqub Sibindy                                  | Partido Independente de Moçambique (PIMO)              | 28.656                                         | 0,91                                           |
| Carlos Reis                                    | Frente Unida para a Mudança e bom Governo              | 27.412                                         | 0,87                                           |
|                                                | Wahlbeteiligung 36,4 %                                 | Gesamtzahl Stimmen: 3,144,168                  |                                                |